# Noruega en los Juegos Olímpicos de Los Ángeles 1932
Noruega estuvo representada en los Juegos Olímpicos de Los Ángeles 1932 por un total de 7 deportistas que compitieron en 4 deportes.  
El portador de la bandera en la ceremonia de apertura fue el atleta Olav Sunde. El equipo olímpico noruego no obtuvo ninguna medalla en estos Juegos.